# Nationalstraße 1 (Vietnam)

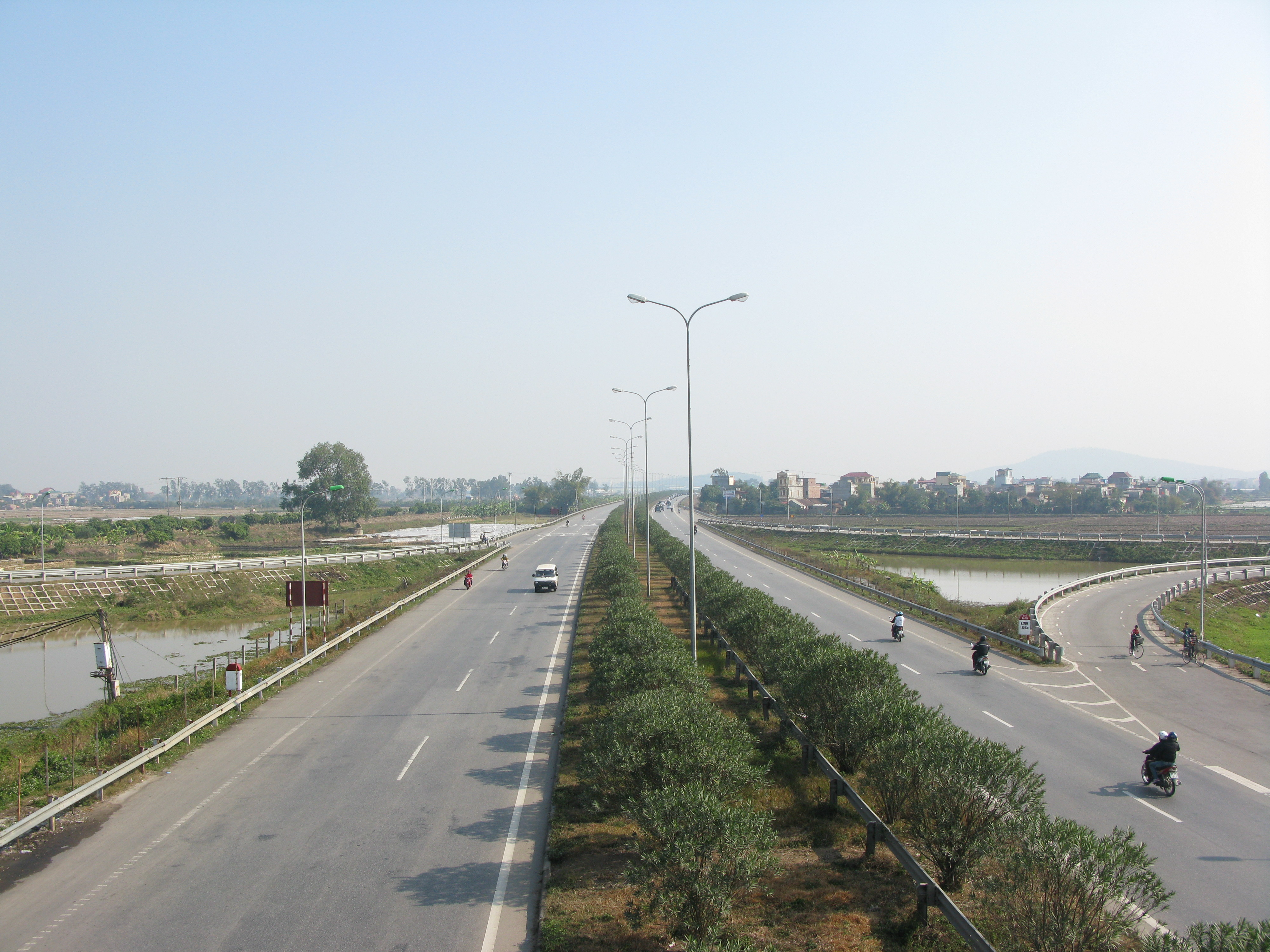
Die QL 1 im Distrikt Từ Sơn, Provinz Bắc Ninh

Schild der Nationalstraße 1

Die Nationalstraße 1 (vietnamesisch: Quốc lộ 1, abgekürzt QL1, oder Đường 1) ist die nord-südvietnamesische Fernverkehrsstraße. Sie beginnt im Norden mit km 0 am Grenzübergang Huu Nghi Quan (cửa khẩu Hữu Nghị Quan) an der Grenze zu China und endet bei km 2301 bei der Ortschaft Nam Can im Distrikt Ngoc Hien der Provinz Cà Mau. Die QL1A ist Teil des Asian Highway 1 im Asiatischen Fernstraßen-Projekt.

## Straßenverlauf
Die Nationalstraße 1 läuft durch folgende Provinzen und Städte Vietnams:
- km 16 – Provinz Lạng Sơn
- km 119 – Provinz Bắc Giang
- km 139 – Provinz Bắc Ninh
- km 170 – Hauptstadt Hanoi
- km 229 – Phủ Lý (Provinz Hà Nam)
- km 263 – Provinz Ninh Bình
- km 323 – Provinz Thanh Hóa
- km 461 – Vinh (Provinz Nghệ An)
- km 510 – Provinz Hà Tĩnh
- km 658 – Đồng Hới (Provinz Quảng Bình)
- km 750 – Đông Hà (Provinz Quảng Trị)
- km 824 – Stadt Huế
- Hai-Van-Pass (Wolkenpass), Hai-Van-Tunnel
- km 929 – Stadt Đà Nẵng
- km 991 – Tam Kỳ (Provinz Quảng Nam)
- km 1054 – Provinz Quảng Ngãi
- km 1232 – Quy Nhơn (Provinz Bình Định)
- km 1329 – Tuy Hòa (Provinz Phú Yên)
- km 1450 – Nha Trang (Provinz Khánh Hòa)
- km 1528 – Phan Rang-Tháp Chàm (Provinz Ninh Thuận)
- km 1701 – Phan Thiết (Provinz Bình Thuận)
- km 1867 – Biên Hòa (Provinz Đồng Nai)
- km 1889 – Hồ-Chí-Minh-Stadt
- km 1936 – Tân An (Provinz Long An)
- km 1959 – Mỹ Tho (Provinz Tiền Giang)
- km 2024 – Provinz Vĩnh Long
- km 2058 – Stadt Cần Thơ
- km 2119 – Sóc Trăng (Provinz Sóc Trăng)
- km 2176 – Provinz Bạc Liêu
- km 2236 – Stadt Cà Mau (Provinz Cà Mau)

## Daten
- Länge 2.301,340 km
- Fahrbahnbreite: 10–12 m
- Straßenoberfläche: Asphalt
- Zahl der Brücken: 874, belastbar zwischen 25 und 30 t.

## Geschichte
Begonnen wurde der Bau der Nationalstraße 1 von der französischen Kolonialmacht im frühen 20. Jahrhundert. Sie wurde in jüngerer Zeit mit japanischen ODA-Mitteln und Krediten der Weltbank ausgebaut.
Während des Indochinakrieges und des Vietnamkrieges war die Straße stark umkämpft.